# Nines
Nines, pseudonimo di Courtney Leon Freckleton (Harlesden, 17 gennaio 1990), è un rapper britannico.

## Biografia
Nines ha raggiunto il successo commerciale con l'album in studio d'esordio, intitolato One Foot Out (2017); certificato oro dalla British Phonographic Industry, si è posizionato nella top five della Official Albums Chart. Crop Circle (2018) ha replicato gli esiti del disco precedente, vendendo 100 000 unità equivalenti e facendo l'ingresso al 5º posto della classifica LP.
Crabs in a Bucket, reso disponibile per il consumo a partire dall'agosto 2020, è stato il suo primo LP a guidare la sopraccitata classifica, nonché il terzo a essere certificato oro dalla BPI. Crop Circle 2 (argento; 2020) e Crop Circle 3 (2023) sono entrambi entrati alla 2ª posizione della graduatoria.
Al luglio 2024, la British Phonographic Industry gli ha certificato oltre 1,6 milioni di unità in singoli. Di essi, uno ha raggiunto la top ten della Official Singles Chart (Tony Soprano; 2023). Nel mese di settembre è uscito il sesto LP, Quit While You're Ahead, l'ennesimo a entrare la top five britannica.

## Discografia

### Album in studio
- 2017 – One Foot Out
- 2018 – Crop Circle
- 2020 – Crabs in a Bucket
- 2023 – Crop Circle 2
- 2023 – Crop Circle 3
- 2024 – Quit While You're Ahead

### Mixtape
- 2012 – From Church Rd. to Hollywood
- 2013 – Gone Till November
- 2014 – Loyal to the Soil
- 2015 – One Foot In

### Singoli
- 2017 – High Roller (feat. J Hus)
- 2018 – I See You Shining
- 2019 – Pride
- 2020 – Fire in the Booth
- 2021 – Fly Em' High (con Tiggs da Author)
- 2021 – Jumpout (con Skrapz)
- 2023 – Tony Soprano 2
- 2023 – Amen (con Tion Wayne)
- 2023 – Daily Duppy
- 2024 – Tony Soprano 3
- 2024 – Crop Cat Anthem (con Chip)
- 2024 – Going Crazy